# Cartel (film)
Pour les articles homonymes, voir Cartel.
Pour plus de détails, voir Fiche technique et Distribution.
Cartel ou Le Conseiller au Québec (The Counselor) est un thriller américano-britannique réalisé par Ridley Scott et sorti en 2013.
Cormac McCarthy, romancier qui a remporté le célèbre prix Pulitzer, écrit ici son premier scénario original pour le cinéma. Le film reçoit des critiques globalement négatives et ne rencontre pas un immense succès au box-office.

## Synopsis
Un avocat du Texas, surnommé « le Conseiller » décide de passer de l'autre côté et de travailler pour un cartel de la drogue sévissant à la frontière entre les États-Unis et le Mexique. La drogue est transportée dans des camions et l'un d'eux se fait braquer. Or, l'un des braqueurs est un ancien client de l'avocat. C'est pour lui le début d'un enchainement d'événements dramatiques où l'avocat va être confronté à la cruelle réalité du monde du cartel.

## Fiche technique
Sauf indication contraire, les informations mentionnées dans cette section peuvent être confirmées par la base de données cinématographiques IMDb,  présente dans la section « Liens externes ».
- Titre original : The Counselor
- Titre français : Cartel
- Titre québécois : Le conseiller[1],[2]
- Réalisation : Ridley Scott
- Scénario : Cormac McCarthy
- Musique : Daniel Pemberton
- Direction artistique : Arthur Max
- Décors : Sonja Klaus, Arthur Max
- Costumes : Janty Yates
- Photographie : Dariusz Wolski
- Montage : Pietro Scalia
- Production : Paula Mae Schwartz, Steve Schwartz, Ridley Scott et Nick Wechsler
- Sociétés de production : Chockstone Pictures, Nick Wechsler Productions et Scott Free Productions
- Société de distribution :  20th Century Fox
- Pays de production :  États-Unis,  Royaume-Uni
- Langues originales : anglais, espagnol et néerlandais
- Budget estimé : 25 millions de dollars[3]
- Format : Couleurs - 35 mm - 2.35:1 - Son Dolby numérique
- Genre : thriller, film de gangsters
- Durée : 117 minutes, 138 minutes (version longue non censurée)
- Dates de sortie[4] : 
  - États-Unis : 25 octobre 2013
  - Belgique, France : 13 novembre 2013
- Classification[5] :
  - États-Unis : R
  - France : tous publics avec avertissement

## Distribution
- Michael Fassbender (VF : Alexis Victor) : l'avocat-conseiller
- Penélope Cruz (VF : Ethel Houbiers) : Laura
- Cameron Diaz (VF : Marjorie Frantz ; VQ : Camille Cyr-Desmarais) : Malkina
- Javier Bardem (VF : Frédéric van den Driessche ; VQ : Sylvain Hétu) : Reiner
- Brad Pitt (VF : Jean-Pierre Michaël ; VQ : Alain Zouvi) : Westray
- Rosie Perez (VF : Chantal Baroin) : Ruth
- Richard Cabral : le jeune biker dit "le frelon vert"
- Natalie Dormer : la blonde
- Édgar Ramírez : le prêtre
- Bruno Ganz (VF : Georges Claisse ; VQ : Vincent Davy) : le diamantaire
- Rubén Blades (VF : Mathieu Lagarrigue ; VQ : Manuel Tadros) : Jefe
- Goran Višnjić (VF : Philippe Vincent) : Michael, le banquier
- Toby Kebbell (VF : Diouc Koma ; VQ : Jean-François Beaupré) : Tony
- Emma Rigby : la copine de Tony
- John Leguizamo : Randy
- Dean Norris (VF : Nicolas Marié ; VQ : Jean-Marie Moncelet) : l'acheteur
- Andrea Deck : la fille qui regarde

Version française
- - Société de doublage : Dubbing Brothers
  - Direction artistique et adaptation : Jean-Marc Pannetier

## Production

### Genèse et développement
Le 31 janvier 2012, Ridley Scott annonce que The Counselor est l'un de ses futurs projets, ce qui est confirmé en février. Le scénario est signé par l'écrivain Cormac McCarthy (également coproducteur exécutif du film) qui écrit son premier scénario original pour le cinéma. Il avait cependant déjà été porté à l'écran, notamment avec le film No Country for Old Men des frères Coen, ainsi qu'avec La route, réalisé par John Hillcoat.

### Attribution des rôles
À la suite de l'annonce officielle de la participation de Ridley Scott au film, l'acteur de son film précédent, Prometheus, Michael Fassbender entre en négociation pour y tenir le rôle principal. Il jouera le conseiller, le rôle-titre du film
Le 24 février 2012, Jeremy Renner, Bradley Cooper, Javier Bardem et Brad Pitt sont envisagés pour le rôle du méchant et Natalie Portman pour celui de Laura. En avril 2012, Bardem et Pitt sont finalement tous les deux engagés, dans deux rôles différents (respectivement : Reiner, un baron de la drogue extravagant et Westrey, un trafiquant de drogue). Le 19 avril 2012, Penélope Cruz est finalement confirmée dans le rôle de Laura. Cameron Diaz décroche ensuite le rôle de Malkina, convoité par Angelina Jolie,.
Bruno Ganz, Édgar Ramírez et Dean Norris font de courtes apparitions.

### Tournage
Le tournage principal débute le 27 juillet 2012 au Royaume-Uni. Le 20 août 2012, le réalisateur Ridley Scott quitte le tournage pendant deux semaines à la suite de la mort de son frère Tony Scott pour se rendre à Los Angeles. Il retourne à Londres le 3 septembre 2012 pour reprendre le tournage.

## Sortie et accueil

### Critique
En France, le film obtient une note moyenne de 2,4 sur 5 pour 23 titres de presse sur le site Allociné. Aux États-Unis, le film totalise 35% d'opinions favorables sur l'agrégateur Rotten Tomatoes, pour 190 critiques. Cartel est l'un des films les moins bien notés de Ridley Scott avec Une Grande Année[réf. nécessaire].

### Box-office
Aux États-Unis et au Canada, le film réalise 7 842 930 $ pour son premier week-end d'exploitation. Le film termine sa course avec une recette totale de 71 millions $, dont 17 en Amérique du Nord. Le box-office mondial est correct (bien que faible pour un film de Scott) mais l'exploitation est un échec en Amérique du Nord, qualifié de "box-office bomb".
En France, lors de sa première semaine d'exploitation, le film attire plus de 343 000 spectateurs, se classant en tête du box-office et devançant ainsi les blockbusters américains tels que Gravity et Thor 2. Le film y atteint finalement les 600 000 entrées.

### Vidéo
Le film sort le 19 mars 2014 en DVD et Bluray. Une édition limitée est également commercialisée, avec 2 Bluray contenant la version cinéma de Cartel et la version longue non censurée de 138 minutes.

## Hommages
Cartel est dédié à la mémoire de Tony Scott, le frère du réalisateur Ridley Scott, décédé durant le tournage du film. Le film est également dédié à Matthew Baker, un assistant réalisateur décédé peu de temps après la fin du tournage.

## Distinctions
- Alliance of Women Film Journalists Awards 2013 : prix Hall Of Shame (« Temple de la honte »), actrice ayant le plus besoin d'un nouvel agent pour Cameron Diaz et « film qu'on voudrait aimer mais qu'on ne peut vraiment pas »